# Трулль, Наталия Владимировна
Наталия Владимировна Трулль (род. 21 августа 1956, Ленинград) — российская пианистка и музыкальный педагог. Заслуженная артистка Российской Федерации (05.06.2003). Профессор Московской государственной консерватории имени П. И. Чайковского (2004).

## Биография
Родилась 21 августа 1956 в г. Ленинграде. В 1963—1974 гг. обучалась в Средней специальной музыкальной школе при Ленинградской консерватории (класс педагога Т. Б. Румшевич).
В 1974—1979 гг. обучалась в Московской консерватории. Педагоги: Я. И. Зак, М. С. Воскресенский. В 1979—1983 гг. обучалась в аспирантуре Ленинградской консерватории. Руководитель — Т. П. Кравченко. В 1983 г. завоевала первую премию международного конкурса в Белграде.
С 1984 г. преподавала в Ленинградской консерватории. В тот же период совмещала работу в консерватории с работой в Средней специальной музыкальной школе при Ленинградской консерватории в качестве педагога специального фортепиано. В 1986 году приняла участие в международном конкурсе имени П. И. Чайковского в Москве, заняв второе место; критика отмечала, что у Трулль «есть самое главное — своя исполнительская интонация, которая позволяет пианистке быть одинаково убедительной в разнохарактерных сочинениях».
В 1988 г. переехала в Москву и начала работу в Московской консерватории в качестве ассистента профессора М. С. Воскресенского. С 1995 г. — доцент, с 2004 г. — профессор кафедры специального фортепиано.
Регулярно проводит мастер-классы во многих городах России: Новгороде, Ярославле, Санкт-Петербурге, Иркутске, Казани и других. С начала 1990-х гг. ежегодно участвует в летних мастер-курсах Токийского университета Мусасино, также регулярно проводит мастер-классы в г. Сидзуока (Япония). Неоднократно участвовала в работе летнего семинара в Лос-Анджелесе (США), проводила мастер-классы в музыкальной академии в Карлсруэ (Германия), а также в музыкальных вузах Грузии, Сербии, Хорватии, Бразилии и Чили. Гран-при международного конкурса в Монте-Карло (Монако, 1993).
Участвовала в работе жюри международных музыкальных конкурсов: Varallo-Valsesia (Италия, 1996, 1999), Pavia (Италия, 1997), Vianna da Motta (Macau, 1999), Belgrade (Югославия, 1998, 2003), Spanish composers (Испания, 2004), Francis Poulenc (Франция, 2006).
Выступала почти со всеми ведущими российскими а также с широко известными зарубежными оркестрами: Лондонским симфоническим оркестром, Лос-Анджелесским филармоническим оркестром, «Тонхалле-оркестр» (Цюрих, Швейцария), симфоническими оркестрами Монте-Карло, Сантьяго, Чили и др.
Сотрудничает с такими дирижёрами, как Геннадий Рождественский, Василий Синайский, Юрий Темирканов, Иван Шпиллер, Владимир Федосеев, Александр Лазарев, Юрий Симонов, Арнольд Кац, Эри Клас, Александр Дмитриев, Раймонд Леппард.
Концертные выступления Наталии Трулль с успехом проходили в залах «Гаво» (Париж), «Тонхалле» (Цюрих), во многих залах Германии, Франции, Португалии, США, Великобритании, Японии, Чили.

## Дискография
- Созвездие классики. MP3 коллекция (mp3)]
- Созвездие классики. Петр Ильич Чайковский]
- Созвездие хитов. Классика (5 CD)]
- Созвездие хитов. Классика. Выпуск 4]